# Hamza ibn ʿAlī
Hamza ibn ʿAlī ibn Ahmad (arabisch حمزة بن علي بن أحمد, DMG Ḥamza b. ʿAlī b. Aḥmad; * 985 in Zuzan; † in Mekka, wohl 1021) war (ursprünglich) ein ismailitischer Gelehrter und gilt als eigentlicher Begründer der Drusen-Religion.
Hamza „der Filzmacher“ (al-Labbād) wanderte in jungen Jahren von Chorasan in die Fatimiden-Hauptstadt Kairo aus, wo seit 996 der exzentrische Imam-Kalif al-Hakim herrschte. In der Raidān-Moschee vor dem Siegestor (Bāb an-Naṣr) hielt er Lehrsitzungen ab und verkündete seinem wachsenden Jüngerkreis – wie zuvor schon Hasan ibn Haidara al-Farghani al-Achram –, dass al-Hakim die Inkarnation Gottes und somit das islamische Gesetz aufgehoben sei. Die 30 erhaltenen Sendschreiben, in denen der „Führer der Adepten“ diese für ketzerisch gehaltene Lehre verbreitete, (das älteste datierte stammt aus dem Jahre 1017) bilden die ersten beiden Bände des Kanons der heiligen Drusen-Schriften. Zu Hamzas Anhängern gehörte auch der Türke Anusch-Tegin ad-Darzi, nach dem die Druzen benannt sind. Als al-Hakim im Jahre 1021 verschwand und eine verstärkte Drusenverfolgung einsetzte, floh Hamza nach Mekka, wo er schließlich hingerichtet wurde.